# Ryōsen-ji (Nara)

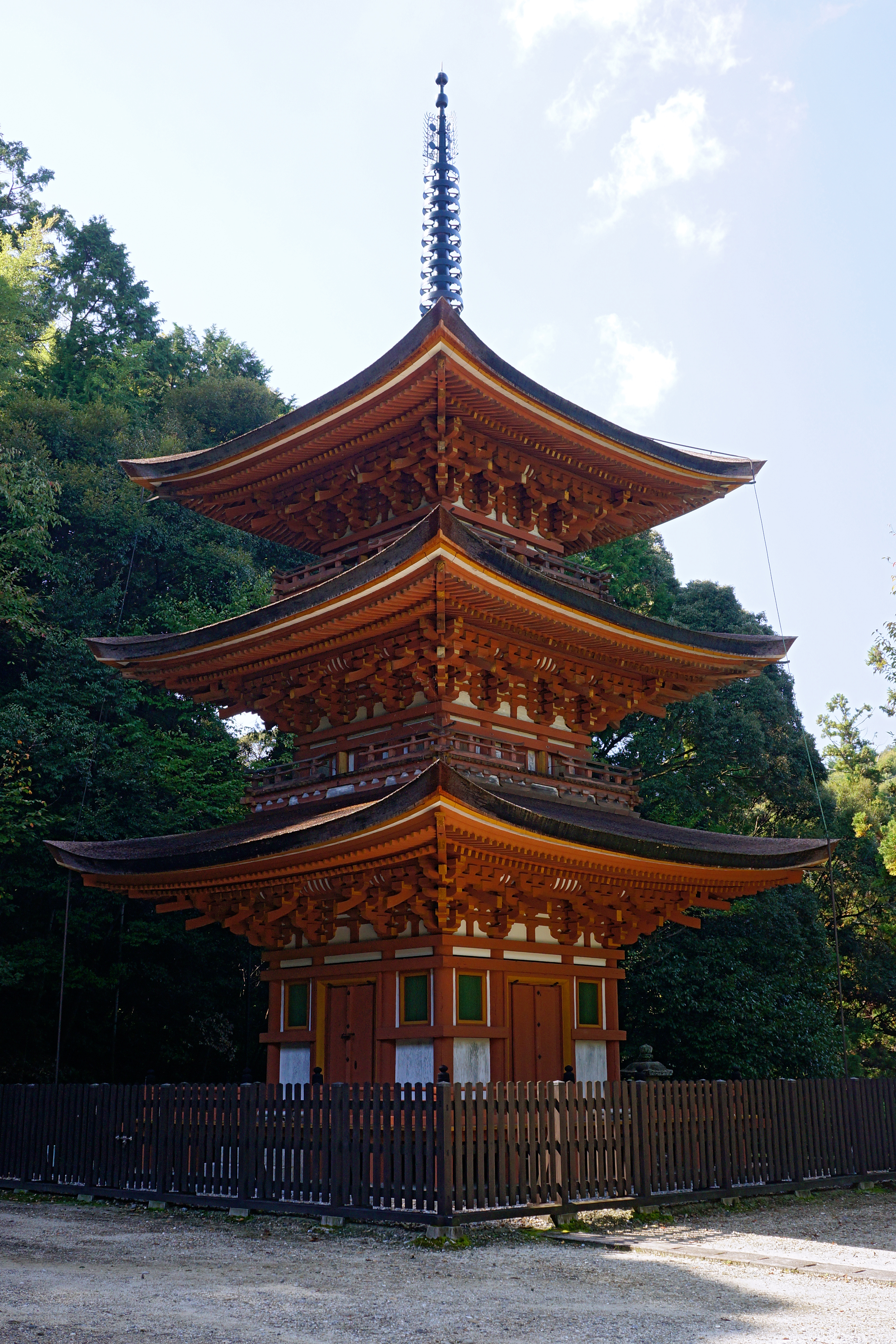
Dreistöckige Pagode

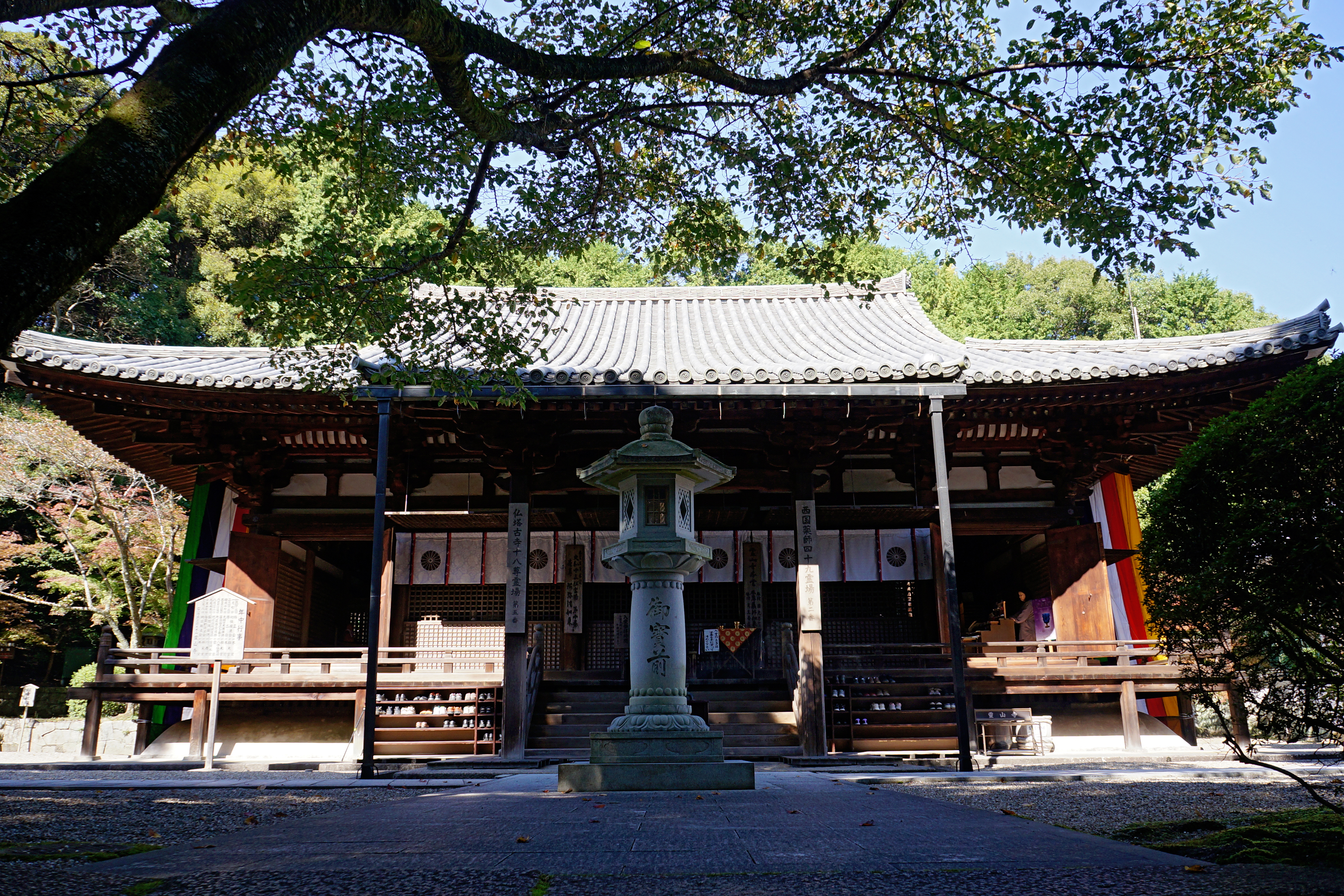
Haupthalle

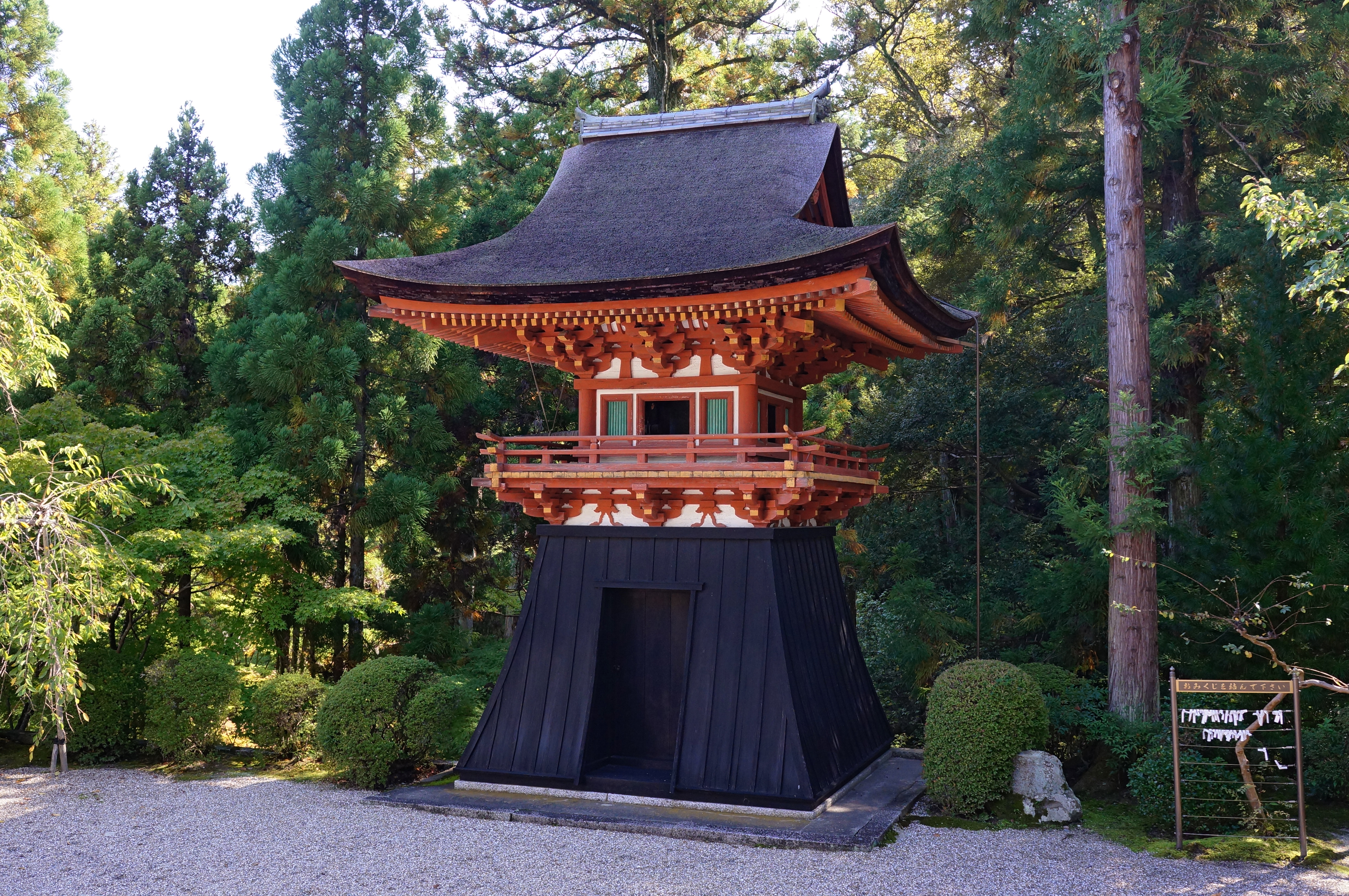
Glockenturm

Der Ryōsen-ji (japanisch 霊山寺) ist ein Tempel der Shingon-Richtung des Buddhismus in den Bergen am Ostrand der Stadt Nara.

## Geschichte
Auf Wunsch des Kaisers Shōmu legte Priester Gyōki den Tempel im Jahr 736 an. Da der indische Mönch Bodai Senna (菩提僊那) fand, dass der Berg im Hintergrund dem indischen Ryōjusen (霊鷲山) ähnele, wurde der Tempel Ryōsen-ji genannt.
In der Kamakura-Zeit kümmerte der dem buddhistischen Glauben sehr zugewandte Shikken Hōjō Tokiyori um viele Tempel, darunter auch um den Ryōsen-ji. Er erneuerte die Haupthalle und brachte den ganzen Tempelbereich wieder in Ordnung. Später unterstützten Toyotomi Hideyoshi und Tokugawa Ieyasu den Tempel, der vom Shogunat zum Goshuin-(御朱印)-Tempel erhoben wurde, also zu einem Tempel, der Besuchsbestätigungen ausstellen konnte.
Zu Beginn der Meiji-Zeit wurde der Tempel jedoch unter der Devise „Weg mit dem Buddhismus und Buddha“ (廃仏毀釈, Haibutsu kishaku) stark verwüstet und verlor 200 buddhistische Skulpturen. In der Shōwa- und Heisei-Zeit wurde Vieles wieder hergestellt; eine Arbeit, die bis heute anhält.

## Die Anlage
Aus dem Tal führt ein von rotbemalten Laternen gesäumter Pilgerweg hinauf zum Tempel, der mitten in einem Wald von Sicheltannen liegt. Die eindrucksvolle Haupthalle (Hondō) aus der Kamakura-Zeit ist als Nationalschatz registriert. Daneben steht der Glockenturm (Shōrō) aus der Muromachi-Zeit, der als Wichtiges Kulturgut eingetragen ist. 
Auf der der anderen, südlichen Seite des Tals steht die dreistöckige Pagode (三重塔, Sanjū-no-tō) aus der Muromachi-Zeit (wichtiges Kulturgut). 

## Schätze des Tempels
In der Haupthalle befindet sich ein schwarzlackierter Schrein (黒漆厨子, Kuro-urushi zushi) aus der Kamakura-Zeit, in dem ein Yakushi-Buddha mit zwei Begleitern aus der Heian-Zeit aufbewahrt wird. Sie waren für den esoterischen Buddhismus vor allem von der Jōgen-Zeit (976–978) bis zur Fujiwara-Zeit von besonderer Bedeutung. Weiter befinden sich dort ein Shakamuni-Buddha aus Holz und die zwölf himmlischen Generäle aus der und weitere Tempelschätze. Diese Schätze des esoterischen Buddhismus werden jedes Jahr am dritten Sonntag im Mai im Rahmen der „Rosenbild-Zeremonie“ (薔薇絵式, Bara-e-shiki) gezeigt. Vom 23. Oktober bis zum zweiten Sonntag im November wird aus der Schatzkammer eine Trinität, Yakushi mit zwei Begleitern aus der Zeit der Nord- und Südhöfe, gezeigt. Sie ist aus Kupfer hergestellt und gehört mit einem Umfang an der Basis von 1 m zu der größten dieser Art in Japan. Sehr alt ist auch eine Trinität aus Ton aus der Nara-Zeit, die vielleicht aus der Zeit davor, der Hakuhō-Zeit, stammen könnte. Alle erwähnten Kultgegenstände sind als wertvolles Kulturgut Japans registriert.